# اسمش را آندره‌آ می‌گذاریم
اسمش را آندره‌آ می‌گذاریم (انگلیسی: Lo chiameremo Andrea) یک فیلم به کارگردانی ویتوریو دسیکا است که در سال ۱۹۷۲ منتشر شد. از بازیگران آن می‌توان به نینو مانفردی، ماری‌آنجلا ملاتو، گوئیدو چرنیلیا، ساندرو دُری، میمو پُلی، ماریا تدسکی و آیسا میراندا اشاره کرد.